# 韓国空军作戰司令部
空军作戰司令部（韓語：공군작전사령부、英語：ROK Air Force Operations Command），是韓国空軍的上級司令部。

## 司令部
- 北部戰鬥司令部（朝鲜语：공군북부전투사령부）
- 南部戰鬥司令部（朝鲜语：공군남부전투사령부）
- 防空導彈司令部（朝鲜语：방공유도탄사령부）
- 防空管制司令部（朝鲜语：공군방공관제사령부）